# Blur (відеогра)
Blur (з англ. розмита пляма [внаслідок швидкого руху]) — відеогра жанру аркадних автоперегонів, розроблена компанією Bizarre Creations і видана Activision. Випущена в травні 2010 року для платформ Microsoft Windows, PlayStation 3, Xbox 360.

## Ігровий процес

Автомобіль, оснащений «зарядами»

### Основи
Гравець керує автомобілем і змагається на різноманітних трасах з суперниками за першість. Автомобілі, серед яких є реальні, такі як Dodge Viper чи Ford Transit, володіють певним запасом міцності, вираженим шкалою. Коли він вичерпується, авто ламається, але за кілька секунд поновлюється на тому ж місці. На дорогах знаходяться «заряди», позначені різними піктограмами, підібравши які, авто отримує можливості для перешкоджання противникам.
Для відкриття нових автомобілів і трас слід збирати «маячки». Вони даються за завершення змагання на призовому місці та привернення уваги глядачів. Використання «зарядів», трюки, спонукають публіку слідкувати за діями гравця.
В режимі кар'єри, що складається з серії послідовних перегонів, діє система додаткових цілей — «Майстер-класи» і «Показові заїзди», позначених на трасах спеціальними значками. Якщо їх підібрати, почнеться завдання на час:
- «Майстер-клас» — продемонструвати керований занос, завадити противнику тощо. Потрібні заряди при цьому даються автоматично. Майстер-класи прив'язані до місця і залишаються незмінними для кожної траси.
- «Показовий заїзд» — проїхати крізь ряд арок, які утворюють звивистий тунель.

В багатокористувацькому режимі є можливість гри на розділеному екрані.

### Система зарядів
Перемогти суперників можливо не лише обігнавши їх, а й набираючи впродовж заїзду заряди, які дають особливі можливості. Кожен автомобіль може одночасно нести 3 заряди.
- Блискавка — дозволяє випустити три постріли, що летять по прямій, завдаючи невеликих ушкоджень. Їх можна випустити і позад себе.
- Ракета — самонавідний заряд, який підкидає автомобіль, завдаючи сильних ушкоджень, і може навіть знищити його з одного пострілу. Проте від пострілу можливо ухилитися або прикритися за противником. Ракету також можна випустити назад.
- Імпульс — випускає хвилю, яка розштовхує всіх супротивників навколо. Також ним можна збити ворожі ракети і міни.
- Електрошок — виставляє на трасі три пастки, що гальмують противника і б'ють його струмом, завдаючи слабких ушкоджень.
- Міни — червоні сфери, які залишаються на дорозі і завдають сильних ушкоджень при наїзді. Їх можна виставити як назад, так і вистрілити вперед. Міна вразлива для ракет і блискавок.
- Ремкомплект — впродовж кількох секунд поповнює шкалу міцності на 4 комірки шкали.
- Щит — огортає автомобіль непроникною прозорою оболонкою, яка тимчасово захищає від атак. Зняти її раніше можна тільки електрошоком.
- Прискорення — на кілька секунд сильно прискорює автомобіль. Якщо випустити заряд назад, він різко загальмує авто[1].

## Сюжет
Гравець починає як звичайний автогонщик, який бореться за звання найкращого в своїй справі. Кар'єра подається через отримання електронних листів, які надсилаються з безлічі вигаданих соціальних мереж. Гравцеві слід перемогти 9 босів: Шеннон, Хана, Римача, Качура, Наталію, Кігтя, Аюмі і Харумі, М'ясника, і Таємничого Ворога.
Траси поділяються на три види: звичайне змагання, заїзд по контрольних точках на час, і гонка на виживання.

## Оцінки й відгуки
| Агрегатор    | Оцінка |
| ------------ | ------ |
| GameRankings | 82.82% |
| Metacritic   | 82 %   |

| Видання       | Оцінка |
| ------------- | ------ |
| 1Up.com       | B+     |
| Eurogamer     | 8/10   |
| Game Informer | 8.5/10 |
| GameSpot      | 8/10   |
| GameTrailers  | 8.7/10 |
| IGN           | 7/10   |

Гра була в загальному добре зустрінена критиками, зібравши на агрегаторі Metacritic середню оцінку 83/100 у версії для Xbox 360 і 82/100 для PlayStation 3 і PC.
Дописувач GameZone Браян Роу поставив грі 7.5/10. «В однокористувацькій грі, Blur — це посередня гоночна гра з додаванням павер-апів. Повторювання заїздів та отримання красивих автомобілів, які залишаються недоторканими через відсутність кастомізації, швидко набридає. Застарілий рейв-Vibe, в тому числі музика і меню, не роблять представлення гри кращим. Та як багатокористувацька гра, Blur є абсолютно захопливою» — зазначив він.
В австралійському ток-шоу про відеоігри Good Game два оглядачі оцінили гру в 7/10 і 8/10.

## Супутні ігри
У 2013 році для мобільних пристроїв було видано гру Blur Overdrive — спрощену версію Blur з видом згори. Розроблена App Crowd і поширювана Marmalade, вона вийшла 25 жовтня для Android і 1 листопада для iOS.